# Divundu
Divundu est un village en Namibie, dans la région de Kavango East.
Le village compte 746 habitants en 2011.